# Scholie
Pour l’article ayant un titre homophone, voir Scolie.

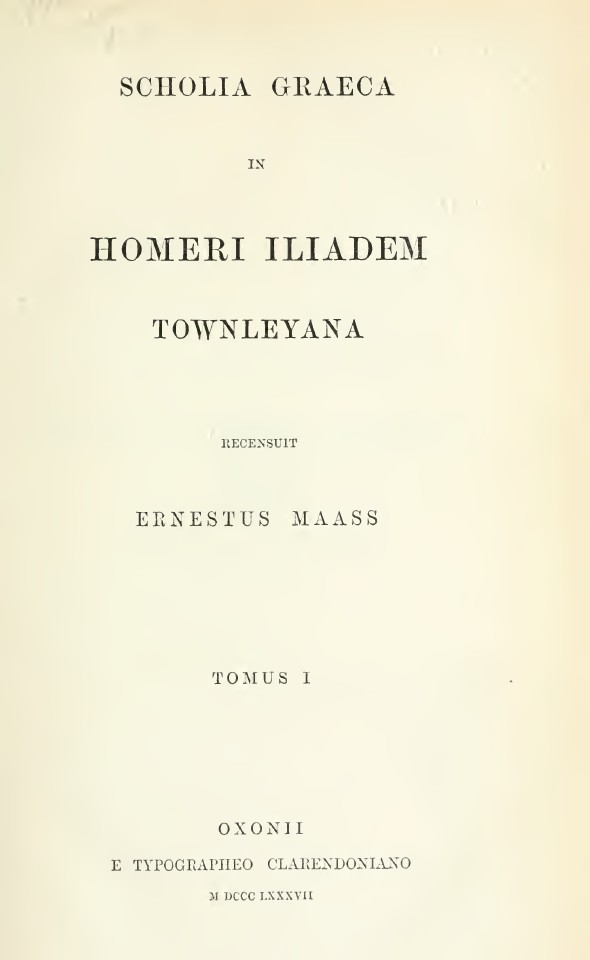
Page de titre, Ernst Maass, Scholia Graeca in Homeri, Iliadem Townleyana (1887), une collection de scholie de l'Iliade de Homère.

Une scholie ou scolie (du grec ancien σχόλιον / skhólion, « commentaire, scholie », lui-même dérivé de σχολή / skholế, « occupation studieuse, étude ») est un commentaire, une note philologique figurant sur un manuscrit et servant à expliquer un texte. « C'est une courte note, marginale ou interlinéaire notamment, sur un passage précis et difficile du texte (une remarque philologique ou historique, une fiche de travail, un fragment, une glose pour soi) ; c'est la forme élémentaire de l'exégèse ou de la lectio divina [lecture divine, c'est-à-dire de la Bible] ».

## Vocabulaire
Il ne faut pas confondre avec scolie, écrit toujours sans h, qui désigne un type de chant à boire grec. Les auteurs des scholies sont appelés scholiastes (ou scoliastes).

## Définition
La scholie est « une note explicative, isolée ou appartenant à un commentaire suivi d'une œuvre antique ». 
Les scholies  peuvent être :
- marginales : écrites dans la marge ;
- interlinéaires : insérées dans le texte même, entre les lignes.

Généralement, la note commence par reprendre le mot ou le passage commenté (appelé le « lemme »), puis fait apparaître les commentaires du scholiaste. Par exemple, les scholies annotées sur les textes antiques sont une source précieuse d'information, à la fois philologique et historique.
Les scholiastes sont généralement anonymes. Ils sont désignés d'après l'œuvre ou l'auteur qu'ils ont commenté, à la manière des peintres de céramique qui ne sont connus que d'après leurs œuvres. On parle ainsi du « scholiaste d'Homère » ou du « scholiaste du vers n des Bacchantes d'Euripide ». Ces ajouts sont non datés, ce qui rend difficile d'apprécier leur valeur. L'anonymat et la difficulté de datation distinguent les scholies des commentaires érudits réalisés par un auteur bien identifié, comme les commentaires d'Eustathe de Thessalonique aux épopées d'Homère.
Les scholies sont souvent brèves, mais leur longueur varie beaucoup selon l'œuvre commentée et selon les scholiastes. Les commentaires formulés par les scholies peuvent être de tout ordre : grammaticaux, littéraires, historiques, mythologiques ou scientifiques. 
Le contenu des scholies peut reprendre directement le texte d'un commentaire indépendant déjà existant et que le scholiaste a lu, ou bien faire œuvre nouvelle. 
Le style adopté par les scholies varie selon les scholiastes, mais comporte parfois des abréviations et des termes de langues techniques qui peuvent en rendre la traduction délicate.

## Éditions modernes et intérêt scientifique
En raison de la masse de texte qu'elles représentent, beaucoup de scholies ne sont pas disponibles en traduction : elles font plutôt l'objet d'éditions savantes où elles sont regroupées dans leur langue d'origine, et sont seulement accompagnées d'un appareil critique, parfois en latin. Des traductions de choix de scholies sont en revanche régulièrement éditées.
Les scholies sont particulièrement utiles à la compréhension des allusions historiques, géographiques ou mythologiques présentes dans les œuvres antiques, surtout lorsque celles-ci contiennent des références érudites, comme les Argonautiques d'Apollonios de Rhodes ou l'Alexandra de Lycophron. Elles contribuent aussi à notre connaissance des conceptions anciennes de la grammaire, de l'histoire de la langue et de la théorie littéraire.
Exemples d'éditions de scholies
- Scholia Graeca in Homeri Iliadem, éd. W. Dindorf et E. Maass, 6 volumes, Oxford, 1875-1888 (scholies à l'Iliade d'Homère)
- Scholia Graeca in Homeri Odysseam, éd. W. Dindorf, 2 volumes, Oxford, 1855 (scholies à l'Odyssée d'Homère)
- Scholia Platonica, éd. W. C. Greene, Haveford, American Philological Association, 1938 (scholies à Platon)
- Scholia in Aristotelem : Aristotelis Opera, éd. Immanuel Bekker, vol. IV, repr. DeGruyter, 1961 (scholies à Aristote)